# Harlingerland

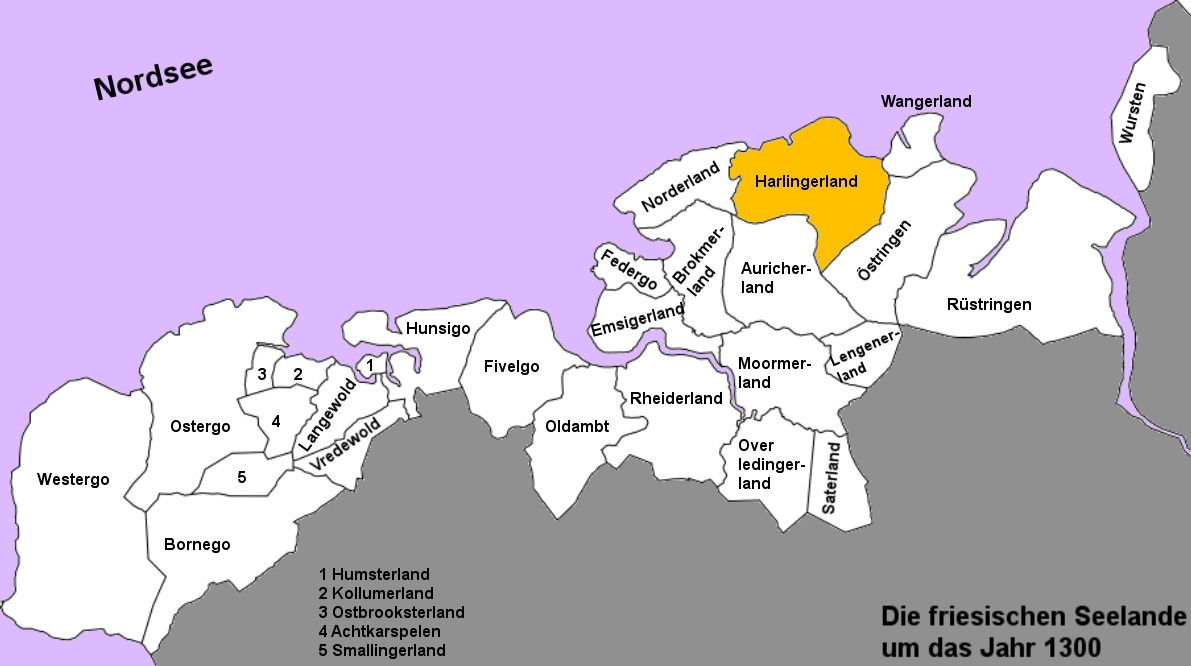
Le Harlingerland vers 1300

Le Harlingerland est une bande littorale de la Mer du Nord, en Frise orientale. Si ce toponyme désigne aujourd'hui essentiellement l’Arrondissement de Wittmund, le Harlingerland désignait dans l’ancienne Frise seulement la moitié nord de l'actuel arrondissement. Les agglomérations les plus importantes sont Esens et Wittmund. Autrefois, Friedeburg appartenait aussi au pays frison d'Östringen.
Pour la plupart des habitants du Harlingerland, la langue d'usage est  le frison oriental, un parler bien à part au sein des dialectes frisons. Le vieux frison s'y est maintenu plus longtemps que sur le reste du littoral de Frise orientale. Le journal local, l’Anzeiger für Harlingerland, paraît quotidiennement à Wittmund.

## Histoire
Le Harlingerland occupe une place à part dans l'histoire de la Frise orientale. À l'époque de la ligue frisonne, elle était appelée Herloga et s'est vraisemblablement formée vers le milieu du XIe siècle à partir d'anciennes parcelles littorales des pays frisons de Nordwidu et de Wanga. Alors que la ligue frisonne ne commença à se constituer politiquement qu’à partir de 1237, les Harlinger comptaient déjà au nombre des protagonistes des conflits intérieurs frisons.
Après la réunification des fiefs d’Esens, Wittmund et Stedesdorf par un hobereau local, Sibet Attena en 1454-55, le Harlingerland conserva son indépendance tout au long de la période de l'autonomie frisonne (Friesische Freiheit) et du règne des féodaux. Si l'unification se fit en paix avec les comtés voisins, elle tourna bientôt au conflit avec les comtes de Cirksena, seigneurs de Frise orientale. Les féodaux Harlinger Hero Omken et son fils Balthasar d'Esens furent parmi leurs plus virulents opposants.
Lorsque le comte Ennon II marcha en 1530 sur le Harlingerland, Balthasar d'Esens prit la fuite vers le comté de Rietberg, gouverné par ses parents. Là, il en appela au duc Charles de Gueldre. En 1531, ce dernier lui apporta son appui pour la reconquête du Harlingerland, devenu par là fief vassal de la Gueldre. Et c'est ainsi que le Harlingerland perdit son indépendance.
À la mort de Balthasar d’Esens en 1540, le Harlingerland échut aux comtes de Rietberg, car Balthasar ne laissait d'autre héritier que sa sœur Onna, mariée à l'un des comtes de Rietberg. Leur fils, le comte Jean II de Rietberg, reprit les hostilités avec la Frise orientale de Zaun et gagna l'épithète de « Jean le Terrible ». Après lui, le conflit entre les deux pays s'apaisa, jusqu'au point où le comte Ennon III de Frise orientale épousa une héritière des comtes de Rietberg. De ce bref mariage naquirent deux filles, héritières du Harlingerland. L’extinction de la lignée mâle des comtes de Rietberg étant consommée, Ennon conclut en 1600 l'acte de succession de Berum avec ses filles : Ennon y gagnait le Harlingerland, ses filles le comté de Rietberg et une compensation financière.
Ainsi à partir de 1600, le Harlingerland fut rattaché à la Frise orientale, même si à bien des égards il y conservait une place à part : ainsi les parlementaires des États de Frise orientale, en perpétuel conflit avec les princes, n'avaient aucune prérogative sur le Harlingerland. Il fallut attendre l'occupation française au début du XIXe siècle pour que les Harlinger soient représentés dans cette assemblée. Le droit canon y conservait encore à l'époque moderne certaines particularités. En outre les seigneurs de Rietberg, quoique dépossédés des terres du pays, continuaient de porter le titre de « Seigneurs d’Esens, Stedesdorf und Wittmund » - tout comme d'ailleurs les comtes de Frises pouvaient porter le titre de « comtes de Rietberg ». Ce titre continua d'être porté jusqu'à l'extinction en 1845 de la branche austro-morave de Kaunitz-Rietberg, héritière des Cirksena de Rietberg.